# Torben Rhein
Torben Rhein, né le 12 janvier 2003 à Berlin en Allemagne, est un footballeur allemand qui évolue au poste de milieu central au FC Emmen.

## Biographie

### En club
Né à Berlin en Allemagne, Torben Rhein commence le football au FC Stern Marienfelde avant d'être formé par un club de sa ville natale, le Hertha BSC. Comparé à Toni Kroos, il est régulièrement capitaine dans les différentes équipes de jeunes du club. Se révélant comme l'un des grands espoirs du Hertha, il termine souvent meilleur joueur des tournois qu'il dispute ce qui lui vaut les sollicitations de plusieurs clubs comme le FC Barcelone ou l'Arsenal FC. Il rejoint finalement le Bayern Munich en 2017 et y poursuit sa formation. Considéré comme l'un des grands talents du club, il est très courtisé, notamment par le Chelsea FC lors de l'été 2019 mais il reste au Bayern.
Le 1er juillet 2022, Rhein prolonge son contrat jusqu'en juin 2025 avant d'être prêté dans la foulée à l'Austria Lustenau.
Rhein marque son premier but le 26 septembre 2023, lors d'une rencontre de coupe d'Autriche face au First Vienna FC 1894. Il participe à la victoire des siens par trois buts à deux en transformant un penalty,.

### En sélection
Torben Rhein joue régulièrement avec les équipes de jeunes de la sélection d'Allemagne. Il commence avec les moins de 15 ans avec deux matchs joués en 2018.
Il représente l'équipe d'Allemagne des moins de 19 ans, jouant un total de sept matchs entre 2021 et 2022, pour un but marqué. Il officie également à chaque fois comme capitaine avec cette sélection.

### Style de jeu
Joueur polyvalent capable de jouer aussi bien en milieu défensif, milieu offensif ou milieu central, Torben Rhein est avant tout un "numéro 8", sa position préférée. Il se démarque par sa qualité de passe, sa finition et a la particularité d'être très à l'aise des deux pieds, ce qui le rends quasiment ambidextre. Il cite Andrés Iniesta comme son modèle et idole.